# Rapická hora
Rapická hora (708 m n.p.m.) – wzniesienie w  północno-środkowych Czechach, w Sudetach Zachodnich, w Górach Izerskich (czes. Jizerské hory).
Wzniesienie położone jest w północno-zachodniej części Gór Izerskich, po północnej stronie od wzniesienia Smrek około 2,6 km na południowy wschód od miejscowości Nové Město pod Smrkem i 2,1 km na północ od wzniesienia Smrek.
Jest to wzniesienie charakteryzujące się dość stromymi zboczami, nieregularną rzeźbą i urozmaiconym ukształtowaniem z wyraźnie zaznaczoną częścią szczytową. Wyrasta niewielkim wałem w kształcie rogala z północnego zbocza Smreka. Zbocza południowe w części grzbietowej, opadają w dół o około 6 m względem wierzchołka i przechodzą w strome północne zbocze Smreka. Zbocza: wschodnie i zachodnie stromo opadają – zachodnie w kierunku doliny potoku Lomnice, wschodnie do doliny Lužyckiego potoku. Po południowej stronie od wzniesienia Smrek oddzielone jest małym siodłem. Wzniesienie wyraźnie wydzielają doliny od wschodu dolina Lužyckiego potoku a od zachodu dolina rzeki Lomnice.
Podłoże wzniesienia budują skały bloku karkonosko-izerskiego, są to przede wszystkim gnejsy, łupki łyszczykowe i amfibolity ze znaczną mineralizacją, skały zawierają rudy cyny i żelaza. Szczyt i zbocza wzniesienia pokrywa warstwa młodszych osadów: glin, żwirów, piasków i lessów z okresu zlodowaceń plejstoceńskich i osadów powstałych w chłodnym, peryglacjalnym klimacie.
Szczyt oraz zbocza w całości porasta las iglasty z niewielką domieszką drzew liściastych. Zboczami trawersują ścieżki i drogi leśne, a wschodnim podnóżem przechodzi granica państwowa, wzdłuż której płynie Lužycký potok. Położenie wzniesienia, kształt oraz płaska część szczytowa czynią wzniesienie trudno rozpoznawalnym w terenie. Po północnej stronie wzniesienia prowadzi droga nr 361 do byłego przejścia granicznego z Czechami Czerniawa-Zdrój-Nové Město pod Smrkem. Na północnym zboczu poniżej szczytu znajdują się stare nieczynne wyrobiska górnicze oraz wyraźnie widoczne ślady po dawnej działalności górniczej.
W przeszłości wzniesienie miało nazwę: niem. Raplitz.

## Inne
- Nazwa wzniesienia wywodzi się od nazwiska Hansa Rapperta, jednego z górników z Tyrolu, którzy pracowali w miejscowych kopalniach.
- Ze zboczy wzniesienia od połowy XVI wieku do połowy XIX wieku, wydobywano rudy: cyny (kasyteryt), srebra i żelaza. Do obecnych czasów zachowały się resztki wyrobisk górniczych, które zostały częściowo zasypane lub  zalane.
- W przeszłości na zboczach wzniesienia funkcjonowały kopalnie i sztolnie o nazwach: Děti Izraele, František, Nad Františkem, Rapold, Beránek Boží, Bohatá útěcha  i inne[2]

## Turystyka
- Przez szczyt nie prowadzą szlaki turystyczne. Na szczyt wzniesienia można dojść leśnymi ścieżkami.